# Marina Foïs

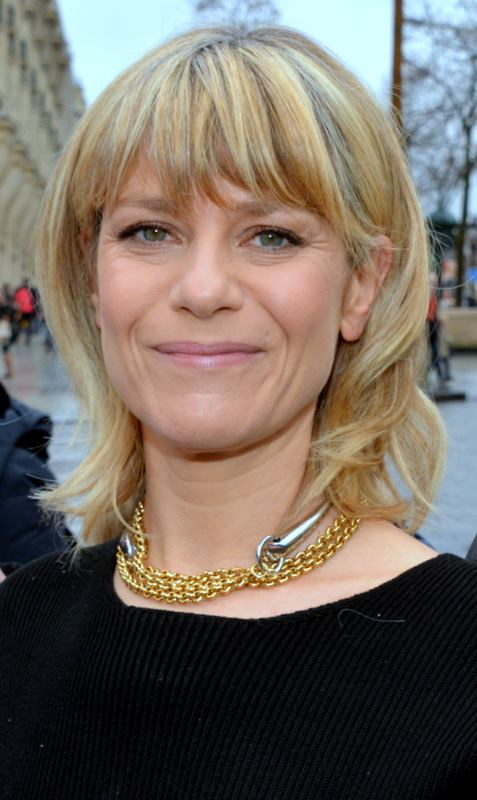
Marina Foïs 2017

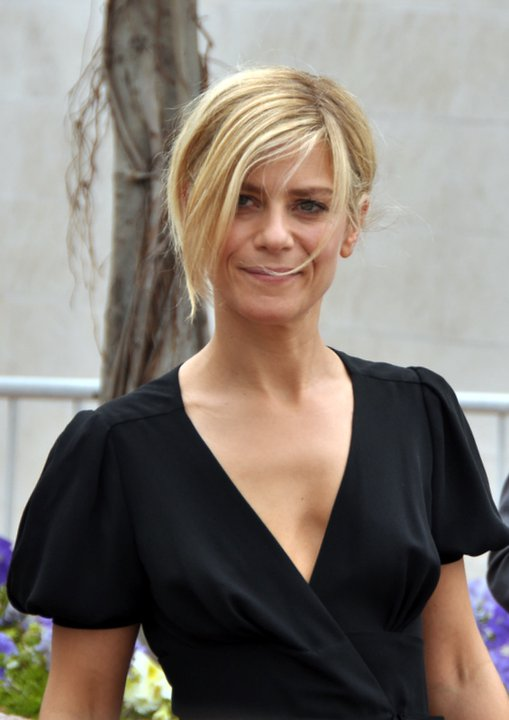
Marina Foïs bei den Internationalen Filmfestspielen von Cannes 2011

Marina Foïs [fɔis] (* 21. Januar 1970 in Boulogne-Billancourt) ist eine französische Schauspielerin.

## Leben
Marina Foïs’ Familie ist italienischer Abstammung. Im Alter von 16 Jahren begann sie mit der Schauspielerei. Nachdem sie Unterricht genommen hatte, spielte sie in mehreren Theatergruppen mit, unter anderem bei der The Royal Imperial Green Rabbit Company, und wurde 1996 von dem französischen Komiker Dominique Farrugia entdeckt.
Bis 2001 war Foïs in mehreren von Pierre-François Martin-Laval geschriebenen Sketchen für das Fernsehen zu sehen, bevor sie mit ihrer Kinokarriere startete. Seitdem spielte sie unter anderem in Filmen wie Asterix & Obelix: Mission Kleopatra, Wenn Spione singen und 22 Bullets mit. Für Filles perdues, cheveux gras (2002) erhielt Foïs 2003 eine Nominierung für den französischen Filmpreis César als beste Nachwuchsdarstellerin. Weitere César-Nominierungen folgten für ihre Hauptrollen in Darling (2007), Poliezei (2011), Nicht meine Schuld (2017) und L’atelier (2018). Im Jahr 2021 wurde sie als Moderatorin der César-Verleihung ausgewählt.
Marina Foïs war einige Jahre mit dem Schauspieler Maurice Barthélemy liiert, bevor sie eine Beziehung zum französischen Regisseur Éric Lartigau einging. Aus der Lebensgemeinschaft gingen zwei gemeinsame Söhne hervor.

## Filmografie (Auswahl)
- 1999: Sandrine sieht rot (Trafic d’influence)
- 2001: Stirb nicht zu langsam (La tour Montparnasse infernale)
- 2002: Asterix & Obelix: Mission Kleopatra (Astérix & Obélix: Mission Cléopâtre)
- 2002: Filles perdues, cheveux gras
- 2003: Les clefs de bagnole
- 2004: RRRrrrr!!!
- 2006: (Welt) All inklusive (Un ticket pour l’espace)
- 2007: Darling
- 2008: Ein schlichtes Herz (Un cœur simple)
- 2008: La personne aux deux personnes
- 2008: Wenn Spione singen (Le plaisir de chanter)
- 2009: Le bal des actrices
- 2009: Non ma fille, tu n'iras pas danser
- 2009: Affären à la carte (Le code a changé)
- 2010: 22 Bullets (L’Immortel)
- 2010: Quartett D’Amour – Liebe, wen du willst (Happy Few)
- 2010: Nachtblende (L’homme qui voulait vivre sa vie)
- 2011: Les Yeux de sa mère
- 2011: Poliezei (Polisse)
- 2012: Maman
- 2013: 100 % cachemire
- 2013: Vandal
- 2013: Boule & Bill – Zwei Freunde Schnief und Schnuff (Boule et Bill – un film de wouf)
- 2014: Bodybuilder
- 2014: Sehnsucht nach Paris (La ritournelle)
- 2014: Urlaub vom Führerschein (Tout est permis)
- 2014: Tiens-toi droite
- 2014: 3xManon (Miniserie, 3 Folgen)
- 2015: Orage
- 2015: Dämonen (Démons, Fernsehfilm)
- 2015: Mama gegen Papa – Wer hier verliert, gewinnt (Papa ou maman)
- 2016: La tour 2 contrôle infernale
- 2016: Pericle il nero
- 2016: Nicht meine Schuld (Irréprochable)
- 2016: Glücklich geschieden – Mama gegen Papa 2 (Papa ou maman 2)
- 2017: Manon, 20 Jahre (Manon 20 ans, Miniserie, 2 Folgen)
- 2017: L’atelier
- 2017: Gaspard fährt zur Hochzeit (Gaspard va au mariage)
- 2018: Ein Becken voller Männer (Le grand bain)
- 2018: Une intime conviction
- 2019: Einfach enorm (Énorme)
- 2019: Les sauvages (Miniserie, 6 Folgen)
- 2020: Grand Amour (Fernsehfilm)
- 2020: Die Fremdgeher (Gli infedeli)
- 2021: In den besten Händen (La fracture)
- 2021: Ils sont vivants
- 2021: La Salamandre
- 2021: Veganer schmecken besser – Erst killen, dann grillen! (Barbaque)
- 2022: Die Gewerkschafterin (La Syndicaliste)
- 2022: Wie wilde Tiere (As bestas)
- 2022: En roue libre
- 2022: L'année du requin
- 2022: Stella est amoureuse
- 2022: Dieser eine Sommer (Cet été-là)
- 2023: Der Wahlkämpfer (En Place, Fernsehserie)
- 2024: Furies (Netflixserie)
- 2024: Le monde magique de Jérôme Commandeur (Fernsehserie, Folge 1x01)
- 2025: The Richest Woman in the World (La femme la plus riche du monde)

## Auszeichnungen (Auswahl)
- César 2003: Nominierung als Beste Nachwuchsdarstellerin für Filles perdues, cheveux gras
- César 2008: Nominierung als Beste Hauptdarstellerin für Darling
- César 2012: Nominierung als Beste Hauptdarstellerin für Poliezei
- César 2017: Nominierung als Beste Hauptdarstellerin für Nicht meine Schuld
- César 2018: Nominierung als Beste Hauptdarstellerin für L’atelier